# Le Bourdeix
Le Bourdeix är en kommun i departementet Dordogne i regionen Nouvelle-Aquitaine i sydvästra Frankrike. Kommunen ligger i kantonen Nontron som tillhör arrondissementet Nontron. År 2022 hade Le Bourdeix 240 invånare.

## Befolkningsutveckling
Antalet invånare i kommunen Le Bourdeix
Referens:INSEE